# 北村健人
北村 健人（きたむら けんと、1993年9月2日 - ）は、日本の俳優。福岡県出身。mitt management所属。身長178cm。
2010年、第23回ジュノン・スーパーボーイ・コンテストにてファイナリストに選出される。2011年5月、同コンテストファイナリストで結成された「劇男JB」の旗揚げ公演に出演し俳優デビュー。砂岡事務所に所属。
2021年4月30日、砂岡事務所を退所。同年6月1日、BASIC. およびmitt managementに所属。
特技はアイスホッケーで、九州・沖縄地区高校選抜の代表などの経歴を持つ。趣味は読書・音楽鑑賞。

## 出演

### 舞台
- 劇男JB 旗揚げ公演（2011年5月、アクアスタジオ）
- ゲキジョー☆ノート2（2011年7月、なかのZERO）
- 逆境ナイン[5]（2012年6月、シアターグリーンBIG THREE THEATER） - 南洋 役[6]
- 人狼 ザ・ライブプレイングシアター[5]（2012年12月、シアターグリーンBIG THREE THEATER） - 芸術家・カート 役
  - 人狼 ザ・ライブプレイングシアター（2013年10月、相鉄本多劇場） - 芸術家・カート 役
- DOG's[5]（2013年1月 - 2月、笹塚ファクトリー） - フクスケ 役
- ロイヤルホストクラブ（2013年4月、シアター1010） - 白鳥翼 役
- Moonlight Rambler ～月夜の散歩人～（2013年7月 - 8月、俳優座劇場 / きゅりあん小ホール） - 高橋 / パリ警視庁警官 役[7]
- 街でジングルベルを聴く頃に、僕は初めて人を殺してしまいました。という感じのオムニバス（2013年11月、戸野廣浩司記念劇場） - 「クリスマスの悪夢」主演
- 舞台 CLOCK ZERO ～終焉の一秒～ - ビショップ 役
  - rin-g-age -リンゲージ-（2014年11月、博品館劇場）[8]
  - Re-verse-mind（2015年7月 - 8月、シアターサンモール）[9]
  - WatchOver（2016年3月、星稜会館）[10]
- 『不知森の神石』 ～アル・カポネに出逢ったら～（2015年10月、六行会ホール） - エリオット・ネス 役[11]
- ToRow～二匹の狼～（2015年11月、新宿村LIVE） - 沖田総司 役
- 舞台 アルカナ・ファミリア - ルカ 役
  - Valentino（2016年1月、あうるすぽっと）[12]
  - 23枚目のタロッコ（2016年9月、シアターサンモール）[13]
  - 幽霊船の秘密（2017年9月、シアターサンモール）[14]
  - アルカナ・デュエロ（2018年8月、シアターサンモール）[15]
- 第2回 SANETTY Produce 『Over Smile』（2016年2月、新宿村LIVE） - コロンバス 役
- 黒蝶のサイケデリカ THE STAGE（2016年8月、紀伊國屋ホール） - 山都 役[16]
- 東京アンテナコンテナ第15回本公演「サスライ7 パート3 -転 シンジツ-」（2016年11月、ザ・ポケット）
- ミュージカル 忍たま乱太郎 第8弾 ～がんばれ五年生!技あり、術あり、初忍務!!～（2017年1月、シアターGロッソ） - 立花仙蔵 役[17]
- 薄桜鬼SSL ～sweet school life～ THE STAGE ROUTE 斎藤一（2017年4月、シアターサンモール） - 風間千景 役[18]
- 舞台『プリンス・オブ・ストライド THE LIVE STAGE』 - 八神巴 役
  - エピソード3（2017年6月、東京/大阪）[19]
  - エピソード4（2017年8月、東京/大阪）[20]
  - エピソード5（2018年5月 - 6月、東京/大阪）[21]
- 東京アンテナコンテナとゆかいな仲間たちPRESENTS『サスライセブン パート1 -起 サイカイ-“ちょっとだけ改訂版”』（2017年11月、南大塚ホール） - 井野真 役
- 砂岡事務所プロデュース ミュージカル『CRY FOR THE MOON -月に捧げる唄-』 （2017年12月、よみうり大手町ホール） - 帝 役[22]
- 舞台『ピッッツァ☆』（2017年12月30日、シアターサンモール） - 日替わりゲスト
- 砂岡事務所プロデュース『東海道四谷怪談』 （2018年3月、よみうり大手町ホール） - 小仏小平 役[23]
- 舞台「空飛ぶコーポレーション」（2018年4月、BASEMENT MONSTAR王子） - 主演 糀谷直 役[24]
- 舞台『最強の姉妹』（2018年5月13日、CBGKシブゲキ!!） - 日替わりゲスト
- フクロのねずみ 3.0s舞台「ILL」（2018年7月、シアターグリーン BIG TREE THEATER） - 土屋誠一郎 役[25]
- ハイパープロジェクション演劇「ハイキュー!!」“最強の場所”（2018年10月 - 12月、TOKYO DOME CITY HALL 他） - 京谷賢太郎 役[26]
- 舞台「OUT OF FOCUS！」（2019年2月、シアターサンモール） - 火野大典 役[27][28]
- ミュージカル「陰陽師」
  - ～大江山編～（2019年6月 - 8月、上海/鄭州/成都/重慶/長沙/武漢/西安/天津/北京 ／2019年11月 - 12月、広州/深圳/合肥/杭州/上海/済南/北京 ／2020年2月 - 3月、日本青年館ホール(東京凱旋)） - 晴明 役[29][30][31]
  - ～海国の章～（2024年7月 - 9月、オンライン配信のみ）※2020年中止になった舞台のゲネプロ映像配信
- 体内活劇「はたらく細胞」Ⅱ（2019年9月 - 10月、シアター1010） - 記憶細胞 役[32]
- 東京アンテナコンテナ15周年記念公演『浅草 福の屋大衆劇場と奇妙な住人達1982 改訂版 』（2019年10月、六行会ホール） - 紅男 役[33]
- 朗読劇 私の道しるべプロジェクトvol.2 「描き続ける白紙の先へ」（2021年4月9日 - 11日、シアター風姿花伝） - 主演 蓮 役[34]
- 文学戯劇-宮沢賢治- 「星紡ギの夜」（2021年4月22日 - 25日、IMAホール） - 「セロ弾きのゴーシュ」主演 ゴーシュ 役、 「銀河鉄道の夜」青年 役[35]
- 家庭教師ヒットマンREBORN! the STAGE - 雲雀恭弥 役 [36]
  - -episode of FUTURE- 前編（2021年7月16日 - 22日、天王洲 銀河劇場 / 8月6日 - 8日、サンケイホールブリーゼ）
  - -episode of FUTURE- 後編（2021年7月28日 - 8月1日、天王洲 銀河劇場）[37]
- コントステージ「ミットナイト vol.1」（2021年10月9日 - 10日、歌舞伎町Sparkle）[38]
- NEW GRAND CLUB PARTY ショー「Jewels story プッチーニの描いた世界」（2021年11月26日、ホテルニューグランド ペリー来航の間） - プッチーニ 役
- 『安達健太郎と役者が漫才とトークする LIVE』（2021年11月27日、池袋西口 GEKIBA）
- 舞台『機動戦士ガンダム00 -破壊による覚醒-Re:(in)novation』（2022年2月7日 - 14日、新国立劇場 中劇場） - リヴァイヴ・リバイバル 役[39]
- ミュージカル「薄桜鬼」- 沖田総司 役
  - ミュージカル「薄桜鬼 真改」斎藤一 篇（2022年4月22日 - 27日、 品川プリンスホテル ステラボール / 5月1日 - 5日、京都劇場）[40]
  - ミュージカル「薄桜鬼」HAKU-MYU LIVE 3（2022年10月29日 - 30日、Zepp Namba（OSAKA） / 11月11日 - 13日、 Zepp DiverCity（TOKYO） ）[41]
  - ミュージカル「薄桜鬼 真改」山南敬助 篇（2023年4月8日 - 16日、 シアター1010 / 4月22日 - 23日、サンケイホールブリーゼ）[42]
  - ミュージカル「薄桜鬼 真改」土方歳三篇（2024年4月13日・14日、AiiA 2.5 Theater Kobe / 4月19日 - 29日、天王洲 銀河劇場）[43]
  - ミュージカル「薄桜鬼 真改」藤堂平助 篇（2025年6月20日 - 29日、天王洲 銀河劇場）[44]
  - ミュージカル『薄桜鬼』HAKU-MYU LIVE 4（2025年12月19日 - 21日、Zepp DiverCity TOKYO / 12月27日 - 28日、Zepp Osaka Bayside）[45]
- 東映ムビ×ステ『死神遣いの事件帖 -幽明奇譚-』（2022年6月9日 - 19日、ヒューリックホール東京 / 6月22日 - 26日、梅田芸術劇場 シアター・ドラマシティ）- 市村鶴丸 役[46]
- 舞台「佐々木と宮野」（2022年7月23日 - 31日、シアター1010）- 半澤雅人 役[47]
- 舞台「オブリビオの翼」（2022年9月23日 - 25日、COOL JAPAN PARK OSAKA TTホール / 10月4日 - 8日、シアター1010）- 豪徳寺春眠 役[48]
- Jewels Story 「眠れる森の美女 ～カラボスのかけた魔法～」（11月6日、大手町三井ホール）- アドニス 役
- 舞台『Collar×Malice -白石景之編-』（2022年12月22日 - 28日、こくみん共済 coop ホール／スペース・ゼロ）- 御國れい 役[49]
- 『東京カラーソニック!!』the Stage - 瀬文永久 役
  - Vol.1（2023年2月18日 - 26日、シアター1010）[50]
  - Vol.2（2023年11月10日 - 19日、天王洲 銀河劇場）[51]
- Jewels Story「ラフマニノフの旋律」（2023年5月21日、渋谷区文化総合センター大和田 さくらホール）- ボルコフ 役
- 舞台『いいね！光源氏くん』（2023年8月12日 - 19日、三越劇場） - フィリップ 役[52][53]
- 朗読劇「人間失格」（2023年10月28日 - 30日、I'M A SHOW） - シヅ子 役（Wキャスト）[54]
- 朗読劇「ラストダンスは私に～岩谷時子物語～」（2023年12月15日、六行会ホール） - 草野浩二 役[55]
- 北村健人 脚本作品集 朗読劇 『花束』（2024年2月27日 - 3月3日、劇場MOMO）[56]
- 歌絵巻『ヒカルの碁』序の一手（2024年7月5日 - 14日、サンシャイン劇場） - 緒方精次 役[57]
- Casual Meets Shakespeare『MACBETH SC』（2024年9月26日 - 10月6日、新宿村LIVE）[58]
- 少年社中 第43回公演『すいせいむし』（2024年11月15日 - 24日、紀伊國屋ホール / 11月28日 - 12月1日、近鉄アート館） - ラノベ作家 役[59][60]
- 舞台『終遠のヴィルシュ -ErroR:salvation- Case. Scien Brofiise』（2024年12月19日 - 29日、シアターサンモール） - イヴ 役[61]
- 『ブラザーアッシュ』vol1 (2025年1月25日～2月2日、 CHUM APARTMENT ) -斑鳩ヒジリ 役[62]
- 舞台『文豪とアルケミスト 紡グ者ノ序曲』（2025年5月1日 - 11日、IMM THEATER / 5月17日・18日、京都劇場） - 直木三十五 役[63]
- コントステージ『ミットたうん』（2025年5月25日〈予定〉、CBGKシブゲキ!!） - 日替わりゲスト[64]
- Casual Meets Shakespeare『ヴェニスの商人 CS』（2025年11月1日 - 9日〈予定〉、IMAホール） - シャイロック 役[65]

### テレビドラマ
- 若者たち2014[4]（2014年7月 - 9月、フジテレビ） - 寺尾昭広 役
- 世にも奇妙な物語 春の特別編 (2016年)『通いの軍隊』（2016年5月、フジテレビ）
- 庶務行員 多加賀主水が許さない（2017年10月、テレビ朝日）- 第七明和銀行 高田通り支店行員 役
- 【ドラマ10】半径5メートル 第2号（2021年5月7日、NHK総合） - ハルキ 役

### ショートドラマ
- UVERworld 「30」(初回生産限定盤 TYPE-B) オリジナルショートドラマ「シャガガ」（2021年） - 主演 クロサワ 役[66]
- LINE NEWS VISION「インスタント」（2022年5月 - 6月） - 只野匡 役

### イベント
- 北村健人 FAN MEETING vol.0 『Kalanchoe』（2023年1月21日、DD LIVE CAFE cosmic!!）[67]
- 『東京カラーソニック!!』 the Stage Vol.1 Blu-ray/DVD発売記念イベント（2023年8月20日、animate hall BLACK）[68]

- 北村健人 FAN MEETING vol.1 『Alstroemeria』（2023年4月29日、SHIDAXカルチャーホール）[69]
- 北村健人 30th Birthday Event 『AS ONE』（2023年9月2日、ROOMS / 2023年9月9日、UDXシアター）[70]
- 北村健人 1st DVD「Private Time」&上映会（2023年10月8日、ワテラスコモン･ホール）[71]
- 北村健人 1st DVD 「Private Time」 発売記念イベント（2023年11月25日、HMV&BOOKS SHIBUYA / 2023年12月2日、TSUTAYA EBISUBASHI）[72]

### 映画
- 短編映画『暁の記憶』[73]（2020年9月11日、監督：中村哲平） - 主演 朗読

### Web番組
- サウナ日和（2022年9月1日～、Amazonプライム・ビデオ、U-NEXTにて先行配信）[74]

### CM
- 第3次スーパーロボット大戦Z 時獄篇

### MV
- HERO 『ゼロ』

### その他
- カラオケDAM「胸キュン男子」（2012年）